# Hainichen, Saale-Holzland
Hainichen là một đô thị thuộc huyện Saale-Holzland, trong bang Thüringen, Đức. Đô thị Hainichen, Saale-Holzland có diện tích 5,31 km².